# Медвежий хребет
Медвежий хребет — хребет в Сахалинской области России, памятник природы местного значения с 1993 года по 2011 год.

## Географические данные
Медвежий хребет расположен в Дальневосточном федеральном округе, Сахалинской области, Курильский городской округ, Большая Курильская гряда в северной части острова Итуруп.
Охраняемая площадь памятника природы составляла 7200 га. В центральной части хребта расположен действующий вулкан Кудрявый высотой 986 м (стратовулкан с несколькими кратерами), в западной части находиться озеро Славное. В охраняемой зоне запрещается разработка полезных ископаемых, охота и рыболовство. Разрешена научно-исследовательская деятельность и туризм.
В районе хребта Медвежий находятся месторождения рудного золота, редких и благородных металлов, руды цветных металлов и серебра.